# Louis Zutter
Louis Zutter (n. 2 decembrie 1865, Les Ponts-de-Martel⁠(d), cantonul Neuchâtel, Elveția – d. 10 noiembrie 1946, Boudry⁠(d), cantonul Neuchâtel, Elveția) a fost un gimnast artistic ce a reprezentat Elveția, medaliat olimpic. A participat la o ediție a Jocurilor Olimpice (1896) în care a câștigat o medalie de aur și două medalii de argint.